# کاماروش
کاماروش (به فرانسوی: Camaruche) یک منطقهٔ مسکونی در فرانسه است که در سن بارتلمی در کارائیب واقع شده‌است.